# Problème de Waring
En théorie des nombres, le problème de Waring, proposé en 1770 par Edward Waring consiste à déterminer si, pour chaque entier {\displaystyle k\geqslant 1}, il existe un nombre {\displaystyle s} tel que tout entier positif soit somme de s puissances k-ièmes d'entiers positifs ou nuls (ou d'au plus {\displaystyle s} puissances k-ièmes d'entiers strictement positifs). La réponse affirmative, apportée par David Hilbert en 1909, est parfois appelée théorème de Hilbert-Waring.
La détermination, pour chaque exposant {\displaystyle k}, du plus petit {\displaystyle s} vérifiant cette propriété — noté {\displaystyle g(k)} — n'était pas pour autant résolue.
Un problème voisin dérivé du problème de Waring consiste à rechercher la valeur — notée {\displaystyle G(k)} — du plus petit {\displaystyle s} tel que tout entier positif assez grand est somme de {\displaystyle s} puissances k-ièmes d'entiers positifs ou nuls.

## Historique
On a clairement {\displaystyle g(1)=1}, et quelques calculs montrent que {\displaystyle 7=4+3\times 1} requiert quatre carrés, {\displaystyle 23=2\times 8+7\times 1} requiert neuf cubes et {\displaystyle 79=4\times 16+15\times 1} requiert dix-neuf puissances quatrièmes, donc {\displaystyle g(2)\geqslant 4}, {\displaystyle g(3)\geqslant 9} et  {\displaystyle g(4)\geqslant 19}. Waring conjectura que ces inégalités étaient en fait des égalités.
Le théorème des quatre carrés de Lagrange de 1770 affirme que tout entier naturel est somme de quatre carrés ; puisque trois carrés ne sont pas suffisants pour décomposer 7, ce théorème établit que {\displaystyle g(2)=4}.
Au fil des années, divers majorants de {\displaystyle g(k)} furent trouvés, avec des techniques de démonstration de plus en plus sophistiquées ; par exemple, Liouville montra que {\displaystyle g(4)\leqslant 53}. De même, Hardy et Littlewood démontrèrent que tout entier suffisamment grand est somme de dix-neuf puissances quatrièmes ({\displaystyle G(4)\leqslant 19}).

## Le nombreg(k)
Les valeurs de {\displaystyle g(k)} pour {\displaystyle k} de 2 à 17 sont :
| k    | 2 | 3 | 4  | 5  | 6  | 7   | 8   | 9   | 10    | 11    | 12    | 13    | 14     | 15     | 16     | 17      |
| g(k) | 4 | 9 | 19 | 37 | 73 | 143 | 279 | 548 | 1 079 | 2 132 | 4 223 | 8 384 | 16 673 | 33 203 | 66 190 | 132 055 |

Pour {\displaystyle k} compris entre 3 et 7, elles ont été déterminées entre 1909 et 1986.
| VALEURS EXACTES DE g(k) | VALEURS EXACTES DE g(k) | VALEURS EXACTES DE g(k)                            | HISTORIQUE DES MAJORATIONS       | HISTORIQUE DES MAJORATIONS |
| Valeur                  | Année de détermination  | Auteur(s) de la détermination                      | Majorants                        | Auteurs des majorations |
| ----------------------- | ----------------------- | -------------------------------------------------- | -------------------------------- | --- |
| g(3) = 9                | 1909 et 1912            | A. Wieferich et A. Kempner (en)                    | 17 13                            | E. Maillet (1895) A. Fleck (1906) |
| g(4) = 19               | 1986                    | R. Balasubramanian, F. Dress et J.-M. Deshouillers | 53 47 45 41 39 38 37 35 22 21 20 | J. Liouville (1859) S. Réalis (1878) É. Lucas (1878) É. Lucas (1878) A. Fleck (1906) E. Landau (1907) A. Wieferich (1909) L. E. Dickson (1933) H. E. Thomas (1973) R. Balasubramanian (1979) R. Balasubramanian (1985) |
| g(5) = 37               | 1964                    | Chen Jingrun                                       | 192 59 58 54                     | A. Fleck (1906) A. Wieferich (1909) W. S. Baer (1913) L. E. Dickson (1933) |
| g(6) = 73               | 1940                    | S. S. Pillai                                       | 970 478 183                      | A. J. Kempner (1912) W. S. Baer (1913) R. D. James (1934) |
| g(7) = 143              | 1936                    | L. E. Dickson                                      | 3 806 322                        | A. Wieferich (1909) R. D. James (1934) |
| g(8) = 279              |                         |                                                    | 36 119 31 353 595                | A. Hurwitz (1908) A. J. Kempner (1912) R. D. James (1934) |

J. A. Euler, le fils de Leonhard Euler, remarque en 1772 que pour tout k ≥ 1,
où [x] désigne la partie entière de x. En effet, comme l'entier 2k[(3/2)k] – 1 est strictement inférieur à 3k, une représentation de cet entier comme somme de puissances k-ièmes ne peut être formée que de puissances k-ièmes de 2 et de 1, et sa représentation la plus économique est 2k[(3/2)k] – 1 = ([(3/2)k] – 1)×2k + (2k – 1)×1k, donc g(k) ≥ ([(3/2)k] – 1) + (2k – 1) = 2k + [(3/2)k] – 2.
Les formules établies depuis semblent indiquer que l'inégalité remarquée par  J. A. Euler est en fait une égalité. En effet, Dickson, Pillai, Rubugunday, Niven et d'autres ont démontré que g(k) est égal à cette valeur dès que 2k{(3/2)k} + [(3/2)k] ≤ 2k (où {x} désigne la partie fractionnaire de x) et que dans le cas contraire, i.e. si 2k{(3/2)k} + [(3/2)k] > 2k, g(k) est égal à cette valeur augmentée de [(4/3)k] ou de [(4/3)k] – 1, selon que [(4/3)k][(3/2)k] + [(4/3)k] + [(3/2)k] est égal ou strictement supérieur à 2k. Or on conjecture que ce « cas contraire » ne se produit jamais. Mahler a démontré qu'il ne peut se produire que pour un nombre fini de valeurs de k et Kubina et Wunderlich ont démontré qu'un tel k est nécessairement supérieur à 471 600 000.

## Le nombreG(k)
| Encadrements     |
| ---------------- |
| 4 ≤ G(2) ≤ 4     |
| 4 ≤ G(3) ≤ 7     |
| 16 ≤ G(4) ≤ 16   |
| 6 ≤ G(5) ≤ 17    |
| 9 ≤ G(6) ≤ 24    |
| 8 ≤ G(7) ≤ 33    |
| 32 ≤ G(8) ≤ 42   |
| 13 ≤ G(9) ≤ 50   |
| 12 ≤ G(10) ≤ 59  |
| 12 ≤ G(11) ≤ 67  |
| 16 ≤ G(12) ≤ 76  |
| 14 ≤ G(13) ≤ 84  |
| 15 ≤ G(14) ≤ 92  |
| 16 ≤ G(15) ≤ 100 |
| 64 ≤ G(16) ≤ 109 |
| 18 ≤ G(17) ≤ 117 |
| 27 ≤ G(18) ≤ 125 |
| 20 ≤ G(19) ≤ 134 |
| 25 ≤ G(20) ≤ 142 |

Les travaux de Hardy et Littlewood ont mis en évidence un nombre plus important que g(k) : le nombre G(k), défini comme le plus petit nombre s tel que tout entier « suffisamment grand » — c'est-à-dire supérieur à une certaine constante dépendant de k — soit somme de s puissances k-ièmes d'entiers positifs. Il est toujours inférieur ou égal à g(k) mais inversement, sa finitude entraîne celle de g(k).
Puisqu'un entier de la forme 8m – 1 n'est jamais somme de trois carrés, G(2) ≥  4. Comme de plus G(2) ≤ g(2) = 4, ceci prouve que G(2) = 4. Davenport a établi en 1939 que G(4) = 16, démontrant même que tout entier suffisamment grand non congru modulo 16 à 0 ou –1 est somme de 14 puissances quatrièmes (Vaughan ramena le nombre à 13 en 1985 et à 12 en 1989). Aucune autre valeur exacte de G(k) n'est connue, mais on a des encadrements.

### Minorants
Le nombre G(k) est supérieur ou égal à :
- 2r + 2             si k = 2r avec r ≥ 2, ou si k = 3×2r ;
- pr + 1             si p est un nombre premier strictement supérieur à 2 et k = pr(p − 1) ;
- (pr + 1 − 1)/2    si p est un nombre premier strictement supérieur à 2 et k = pr(p − 1)/2.

Ces minorations se déduisent facilement de la structure du groupe des unités de l'anneau ℤ/nℤ : par exemple dans le troisième cas, la minoration vient du fait que modulo pr + 1, toute puissance ke est congrue à 0, 1 ou –1.
On sait aussi que pour tout entier k ≥ 1, G(k) ≥ k + 1 et l'on conjecture (par un argument de densité) qu'en l'absence de restrictions par des congruences, cette inégalité est en fait une égalité.

### Majorants
D'après les minorations ci-dessus, on a G(3) ≥ 4 et G(4) ≥ 16.
La majoration G(3) ≤ 7 a été démontrée en 1943 par Yuri Linnik et George Leo Watson en a donné une preuve bien plus élémentaire en 1951. Mais aucun nombre strictement compris entre 1 290 740 et 1,3.109 ne nécessite plus de 5 cubes et quand N croît, le nombre d'entiers entre N et 2N nécessitant cinq cubes décroît à une vitesse qui incite à conjecturer que G(3) = 4. En 2000, le plus grand nombre connu qui n'est pas somme de quatre cubes est 7 373 170 279 850, avec des arguments indiquant que c'est probablement le plus grand dans l'absolu.
Comme signalé plus haut, G(4) = 16. Plus précisément, tout entier strictement supérieur à 13 792 est somme de 16 puissances quatrièmes (Deshouillers, Hennecart et Landreau l'ont démontré jusqu'à 10245 et Kawada, Wooley et Deshouillers à partir de 10220).
Les majorants de la table ci-contre, pour k de 5 à 20, sont dus à Vaughan et Wooley.
Vinogradov, à l'aide de sa version améliorée de la méthode de Hardy-Littlewood, publia de nombreux raffinements, arrivant en 1947 à G(k) ≤ k(3logk + 11) et finalement, en 1959, à G(k) ≤ 2k(logk + log logk + C log log logk) pour une constante C suffisamment grande, non explicitée.
Karatsuba, utilisant sa forme p-adique de la méthode de Hardy-Littlewood-Ramanujan-Vinogradov pour estimer certaines sommes trigonométriques (indexées par des nombres à petits diviseurs premiers), obtint une majoration plus précise :
{\displaystyle \forall k\geq 400,\quad G(k)<2k(\log k+\log \log k+6).}
Il obtint par la suite, la généralisation 2-dimensionnelle suivante de ce problème :
Considérons un système d'équations de la forme
{\displaystyle x_{1}^{n-i}y_{1}^{i}+\dots +x_{k}^{n-i}y_{k}^{i}=N_{i},\quad i=0,1,\dots ,n,}
où les entiers naturels Ni tendent vers l'infini à la même vitesse. Il existe deux constantes c0, c1 telles que :
- si k > c0n2logn, un tel système a toujours des solutions (x1, … , xk, y1, … , yk) ∈ ℕ2k ;
- si k < c1n2, il existe des Ni pour lesquels il n'en a pas.

Des raffinements mineurs ont été obtenus en 1989 par Vaughan.
Wooley a ensuite établi l'existence d'une constante C telle que
{\displaystyle G(k)\leq k(\log k+\log \log k+C).}
Vaughan et Wooley ont écrit un article de synthèse complet sur le problème de Waring.